# イガモン
イガモンはデジタルモンスターシリーズに登場する架空の生命体・デジタルモンスターの一種。

## 概要
デジモンワールドでペンモンと同じくVジャンプ読者からのハガキを元に製作され初登場した。名前の由来は伊賀忍者とイガグリの掛詞で、名前の通り栗の体型をした忍者の姿をしている。赤いマスクを被った謎のデジモンで、デジタルワールドを渡り歩き修行を積んでいる。隠密行動を主としており、森の木々に隠れたり、水中に隠れたりと、なかなかその姿を見ることは難しい。また、同じ「ウィルスバスターズ」のリボルモンとは流派も主義も違うが、昔からの戦友であり、良きライバルでもある。

## 種族としてのイガモン

### 基本データ
- 世代/成熟期
- タイプ/突然変異型
- 属性/データ
- 必殺技/イガ流手裏剣投げ、イガ流奥義分身の術
- 得意技/イガ流居合術、木の葉乱舞
- 勢力/ウィルスバスターズ

必殺技
イガ流手裏剣投げ
巨大な手裏剣を使う。

### 亜種・関連種・その他
- リボルモン
- コウガモン

## 登場人物としてのイガモン

### アニメ
- デジモンアドベンチャー02 - 第15話に登場。声は矢尾一樹。シュリモンと勝負し敗北した。
- デジモンフロンティア - 第11話にて占い師の村の住民として登場（後ろ姿のみ）。
- デジモンセイバーズ - 第30話から登場。軍団単位で大たちに協力する。
- デジモンクロスウォーズ - シノビゾーンにて、バグラ軍のムシャモンの率いる下級戦闘員として登場。

### 漫画
- デジモンアドベンチャーVテイマー01 - ホーリーエンジェル城の密偵。語尾に「〜ござる」をつけて喋る。超究極体の誕生の情報を掴み、城へ引き返す途中でタイチたちに会う。その後、マリとロゼモンに捕獲されたところを助け出されてから、タイチたちと同行するようになる。ガーボとの連携技に「ファイアー円舞剣」が存在し、オメガモンを相手に使用したことがある。